# Liqiao, Peking
Liqiao (kinesiska: 李桥, 李桥镇) är en köping i Kina. Den ligger i stadsdistriket Shunyi i Pekings storstadsområde, i den norra delen av landet, omkring 24 kilometer nordost om stadskärnan. Antalet invånare är 69 830. Befolkningen består av 32 945 kvinnor och 36 885 män. Barn under 15 år utgör 8,0 %, vuxna 15-64 år 84 %, och äldre över 65 år 7,0 %.